# Minthosoma stylata
Minthosoma stylata är en tvåvingeart som beskrevs av Zeegers 2007. Minthosoma stylata ingår i släktet Minthosoma och familjen parasitflugor. Inga underarter finns listade i Catalogue of Life.